# Oxford (Nebraska)
Oxford je selo u američkoj saveznoj državi Nebraska. Prema popisu stanovništva iz 2010. u njemu je živjelo 779 stanovnika.